# Chaetosphaeronema hispidulum
Chaetosphaeronema hispidulum är en svampart som först beskrevs av August Karl Joseph Corda, och fick sitt nu gällande namn av Moesz 1915. Chaetosphaeronema hispidulum ingår i släktet Chaetosphaeronema, divisionen sporsäcksvampar och riket svampar.   Inga underarter finns listade i Catalogue of Life.